# Карапишівська сільська рада
| Карапишівська сільська рада — орган місцевого самоврядування у Миронівському районі Київської області з адміністративним центром у с. Карапиші. Історична дата утворення: в 1926 році. Водоймища на території, підпорядкованій даній раді: річка Росавка. Сільській раді підпорядковані населені пункти: - с. Карапиші |

## Склад ради
Рада складається з 24 депутатів та голови.

### Керівний склад ради
| ПІБ                          | Основні відомості                                                                             | Дата обрання | Дата звільнення |
| ---------------------------- | --------------------------------------------------------------------------------------------- | ------------ | --------------- |
| Даниленко Олександр Юрійович | Сільський голова, 1965 року народження, освіта, член Всеукраїнського об'єднання «Батьківщина» | 26.03.2006   | 31.10.2010      |
| Руденко Сергій Валерійович   | Сільський голова, 1963 року народження, освіта вища, член Партії регіонів                     | 31.10.2010   |                 |

Примітка: таблиця складена за даними джерела